# Klöverbastardsvärmare
Klöverbastardsvärmare (Zygaena trifolii) är en dagaktiv art i familjen bastardsvärmare som tillhör ordningen fjärilar.
Vingspannet är 28-33 millimeter. Den förekommer i kalkgräsmarker, ängar och blomrika vårmarker i södra och centrala Europa. Den har inte påträffats i Sverige.

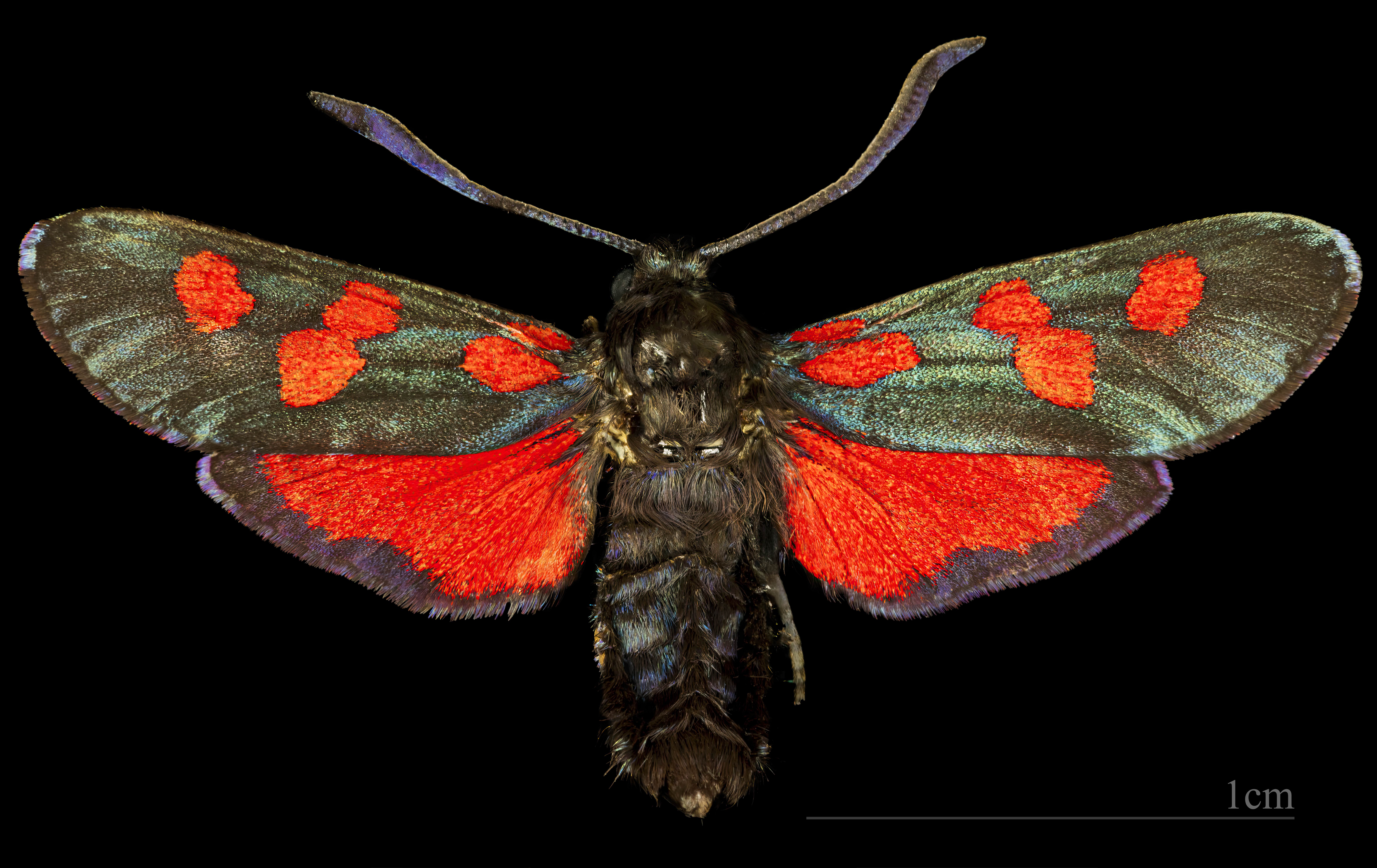
♂
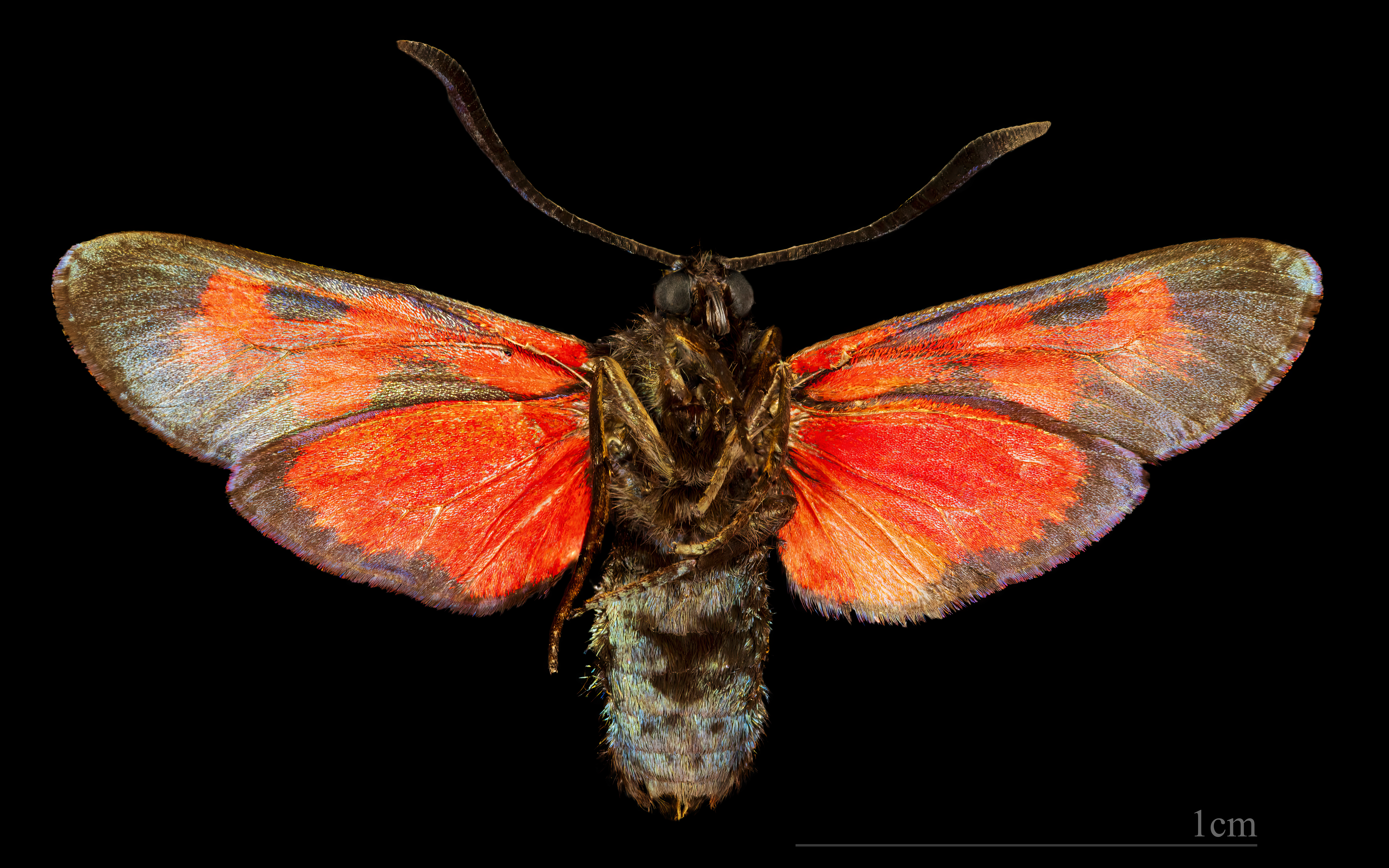
♂ △
♀
♀ △

Fjärilen övervintrar som larv. Utvecklingen till fullbildad fjäril kan ta upp till två år.